# Травяная (приток Качковки)
Травяная — река в России, протекает в Ловозерском районе Мурманской области. Длина реки составляет 43 км, площадь водосборного бассейна 357 км².
Начинается из озера Травяного, лежащего на высоте 234 метра над уровнем моря. Течёт в общем северо-восточном направлении по заболоченной тундре. Устье реки находится в 9,5 км по левому берегу реки Качковка на высоте 109 метров над уровнем моря. Река порожиста на всём протяжении. Ширина русла в верховьях — 19 метров при глубине в 1 метр.
- В 0,2[4] км от устья, по правому берегу реки впадает река Верхняя Коттевая[3].
- В 19[4] км от устья, по левому берегу реки впадает река Мертвяюшка[3].

## Данные водного реестра
По данным государственного водного реестра России относится к Баренцево-Беломорскому бассейновому округу, водохозяйственный участок реки — реки бассейна Белого моря от западной границы бассейна реки Иоканга (мыс Святой Нос) до восточной границы бассейна реки Нива, без реки Поной. Речной бассейн реки — бассейны рек Кольского полуострова и Карелии, впадает в Белое море.
Код объекта в государственном водном реестре — 02020000212101000005598.